# Chamobates voigtsi
Chamobates voigtsi är en kvalsterart som först beskrevs av Oudemans 1902.  Chamobates voigtsi ingår i släktet Chamobates och familjen Chamobatidae. Inga underarter finns listade i Catalogue of Life.